# 二叶独蒜兰
二叶独蒜兰（学名：Pleione scopulorum）为兰科独蒜兰属下的一个种。